# Ronald Keith Williamson
Ronald Keith Williamson, detto Ron (Ada, 3 febbraio 1953 – Tulsa, 4 dicembre 2004), è stato un giocatore di baseball statunitense, noto per essere stato vittima di un clamoroso errore giudiziario. Fu, infatti, coinvolto nelle indagini e accusato dell'omicidio della ventunenne Debbie Carter, assassinata nel suo appartamento di Ada la notte del 7 dicembre 1982, per essere scagionato dall'accusa stessa solamente 17 anni dopo, nel 1999.

## Biografia
La storia di Williamson è stata raccontata dal celebre autore di gialli giudiziari John Grisham nel suo Innocente. Una storia vera, nel quale la vicenda viene ricostruita meticolosamente dallo scrittore, che traccia attentamente il profilo del presunto assassino dalla sua infanzia fino alla notte dell'omicidio, per passare poi alla lunga trafila giudiziaria in cui incorrerà in seguito. Lo scrittore è venuto a conoscenza quasi per caso della vicenda, dopo avere letto un articolo del New York Times che parlava del processo a carico di Williamson.
L'autore delinea la sua giovinezza caratterizzata dall'abuso di alcool e di droghe e macchiata da diversi atti di libidine, che però, inspiegabilmente, non furono mai denunciati dalle vittime e che verranno a galla solo in sede processuale molti anni dopo. Questa gioventù tormentata, anche a causa della delusione per il essere stato costretto a rinunciare ad una carriera nel baseball a causa di un infortunio a un braccio, lo porterà in seguito a soffrire di una grave forma di depressione, prima avvisaglia di incipienti schizofrenia e disturbo bipolare, che offuscheranno la sua spiccata intelligenza e il carattere sereno e affabile che aveva durante l'infanzia. Anche se non si potesse definire un retto cittadino, però gli ricadde la pesante accusa dichiarandosi per anni innocente e alla cui innocenza, per la verità, crederanno in pochi.
Ronald Williamson in particolare fu accusato insieme all'amico Dennis Fritz, insegnante al liceo di Ada e padre single, anch'egli inviso alla polizia locale per le sue abitudini disordinate, di avere picchiato, violentato e infine ucciso, strangolandola, Debbie Carter, la quale, in base al disordine nella stanza in cui era stato rinvenuto il cadavere, prima della morte si sarebbe strenuamente difesa per sopravvivere.
A seguito di ciò Williamson, insieme all'amico, a cui venne dato in seguito l'ergastolo, fu indagato per anni dalla polizia di Ada per omicidio di primo grado e infine condannato a morte nel 1988 in attesa di essere giustiziato per iniezione letale. Williamson nel 1994 si trovò a un passo dall'esecuzione, ma grazie al riesame di una corte federale essa venne rinviata. Intanto, grazie all'aiuto di bravi avvocati interessati al suo caso e in particolar modo al team di legali della Innocence Project, fondata da Barry Scheck, che aveva salvato centinaia di condannati alla pena capitale, risultati poi innocenti grazie all'introduzione in campo forense del test del DNA. Williamson fu infine rilasciato nel 1999 dopo che un test del genere lo scagionava completamente dall'accusa di omicidio.
La peculiarità di questo caso fu il riscontrarsi dell'estrema inefficienza della polizia e della magistratura, che hanno comminato nei confronti dell'imputato una vera e propria condanna sommaria supportata da presunte confessioni ascoltate dagli investigatori Dennis Smith e Gary Rogers. Questi ultimi le avevano estorte tramite violenze e minacce verbali, trascurando per questo il quinto emendamento della Costituzione degli Stati Uniti, che tutela legalmente l'indagato. La giustificazione di questi comportamenti in palese violazione di suoi diritti sarebbe stata la necessità di trovare al più presto un colpevole per non gettare in cattiva luce le autorità statali, fortemente sotto pressione dalla cittadina che desiderava vendetta.
Infatti, la polizia locale non disponeva di alcuna prova tangibile a carico di Williamson né tantomeno dell'amico Dennis Fritz, che era ritenuto colpevole solo per il fatto che il luogo del delitto rilevava la presenza di due persone nell'uccisione della ragazza e, quindi, la polizia aveva bisogno inevitabilmente di un secondo uomo. Lo stesso Williamson, del canto suo, fu indagato solo perché a detta di un testimone, Glen Gore, che poi si rileverà il vero assassino, fu visto in compagnia della ragazza alcune ore prima dell'atroce delitto. Inoltre, le rilevazioni effettuate sulla scena del crimine, che non risultavano compatibili né con Williamson né con Fritz, non verranno mai rese note completamente durante le indagini per non compromettere l'esito di queste e quindi scagionare i due.
Un'impronta digitale insanguinata, rinvenuta sulla parete della camera dove fu trovata la vittima, venne attribuita con certezza all'assassino, escludendo che potesse appartenere a Williamson o a Fritz e tantomeno alla giovane vittima. Nondimeno, la polizia giunse a far riesumare il cadavere della vittima, ormai in stato di decomposizione avanzata, per tentare di estrarne le impronte digitali ed affermare che l'impronta rinvenuta fosse sua, forse attribuibile ad un estremo gesto di difesa. La maggior parte dei testimoni prodotti contro Williamson e Fritz risultò essere costituita da persone che avevano condiviso la cella con loro o che si erano trovati detenuti nel carcere cittadino nello stesso periodo in cui vi si trovava uno o entrambi. Questi testimoni, in cambio di sostanziosi sconti di pena, dichiararono di aver ricevuto confidenze da Williamson e Fritz, peraltro fornendo versioni nettamente incongruenti. La madre di Williamson, che lo ospitava presso la propria abitazione nei suoi sempre più frequenti episodi di depressione, testimoniò davanti alla polizia nell'anno che la notte del delitto il figlio era rimasto in casa con lei ed era andato a dormire presto. Tuttavia la sua dichiarazione non venne registrata né verbalizzata, nonostante gli agenti di polizia le avessero fatto credere il contrario. La donna morì di cancro alle ovaie poco dopo, nell'estate 1985, convinta di aver aiutato il figlio ad evitare una condanna ingiusta.
Dopo aver scontato undici anni nel braccio della morte, Ronald Williamson a seguito di un test del DNA fu prosciolto dalla Corte d'appello e dichiarato innocente per i reati ascrittigli nel 1999. Intenterà una causa insieme a Fritz nei confronti del procuratore Peterson, che aveva tentato in tutti i modi di incastrare i due, gli investigatori di Ada e i diversi periti scientifici che avevano effettuato rilevazioni e studi erronei. I due otterranno un risarcimento di svariati milioni di dollari. Williamson nel periodo successivo cambierà continuamente residenza e case di cura, limitando al massimo l'uso di alcool e ritrovando la fede.
Il caso di Ronald Williamson ebbe una vasta risonanza mediatica come esempio eclatante di errore giudiziario e per sensibilizzare la popolazione a prestare attenzione su casi simili di persone innocenti che attendevano l'esecuzione. Muore cinque anni più tardi, il 4 dicembre 2004, dopo che alcune settimane prima gli era stata diagnosticata una cirrosi epatica acuta, causata probabilmente dall'alcolismo e dall'abuso di droghe in gioventù e di sostanze psicotrope - clorpromazina in particolare - somministrategli negli anni di detenzione da parte del personale di sicurezza.